# 598

## Догађаји
- 30. март – Балкански походи: Авари и Словени дижу опсаду града тврђаве Томиш (савремена Румунија). Византијска војска под Коментиолом прелази Балканске планине, и креће дуж реке Дунав до Зикидибе.[1]
- Авари и Словени су разбили византијске снаге Коментиола (јужно од Хаемус Монса) и заузели Дризиперу (Тракија). Велики део њихових трупа страда од куге, у борбама су многи градови разорени на Балканском полуострву.
- Цар Маврикије одаје признање Аварима и Словенима, закључује уговор са њиховим вођом Бајаном, омогућавајући византијске походе на Влашку. Он реорганизује своју војску и учвршћује Дуге зидине (западно од Цариграда).[3]
- Цар Маврикије склапа мир са краљем Агилулфом, уступајући северну Италију. Папа Гргур I преговара о примирју, чиме је окончан 30-годишњи ломбардски рат. Агилулф проширује Ломбардско краљевство заузимајући Сутри и Перуђу.
- 4. август – Гогурјео рат: цар Венди наређује свом најмлађем сину Јанг Лиангу (уз помоћ ко-премијера Гао Ђионга) да освоји Гогурјео (Кореја) током кишне сезоне, са кинеском војском (300.000 људи).
- Кинеска флота улази у битку против Гогурјео флоте (50.000 људи) под адмиралом Канг И-сик-ом и уништена је у Бохајском мору. Током инвазије, све снаге Суија су поражене, а Јанг Лијанг је приморан да се повуче.
- Мисионари почињу да међу Англосаксонцима шире хришћанство на већем делу Британских острва.
- Храм Гуокинг је изграђен на планини Тиантаи (Џеђанг) и постаје место учења кинеског будизма.